# Разей
Ра́зей (англ. Raasay, гэльск. Ratharsair) — небольшой остров в архипелаге Внутренние Гебриды, на западе Шотландии. Административно относится к округу Хайленд. Отделён от острова Скай на западе проливом Разей и от полуострова Аплкросс на востоке проливом Иннер-Саунд. Чуть севернее лежит Южная Рона, южнее — Скалпей.

## География
Рельеф местности гористый, абсолютные высоты доходят до 444 м (холм Дун-Каан). Климат влажный морской, с частыми осадками в любое время года.

## Население
По переписи 2011 года на Разей проживает 161 житель.
На острове родился известный шотландский поэт Сорли Маклин.